# Yamangalea
Genre
Yamangalea est un genre d'araignées aranéomorphes de la famille des Salticidae.

## Distribution
Les espèces de ce genre se rencontrent en Papouasie-Nouvelle-Guinée et en Australie au Queensland,.

## Liste des espèces
Selon World Spider Catalog (version 18.0, 27/05/2017) :
- Yamangalea frewana Maddison, 2009
- Yamangalea lubinae Zabka, 2012

## Publication originale
- Maddison, 2009 : New cocalodine jumping spiders from Papua New Guinea (Araneae: Salticidae: Cocalodinae). Zootaxa, no 2021, p. 1-22.